# Drosophila akai
Drosophila akai är en tvåvingeart som beskrevs av Burla 1954. Drosophila akai ingår i släktet Drosophila och familjen daggflugor.
Artens utbredningsområde är Centralafrika.